# Berlín, sinfonía de una ciudad
Berlín, sinfonía de una ciudad (en alemán: Berlin: Die Sinfonie der Großstadt) es una película muda alemana de 1927 dirigida por Walter Ruttmann y coescrita por Carl Mayer y Karl Freund. El compositor Edmund Meisel fue el encargado de escribir una partitura orquestal para su estreno.
Todos los actos tienen como tema el tren y el tranvía. Gran parte del movimiento de la película, y muchas de las transiciones de escena, se basan en el movimiento de los trenes.

## Sinopsis
Los eventos se organizan para simular el paso de un solo día. Las tomas y las escenas se ensamblan en función de las relaciones de imagen, movimiento, punto de vista y contenido temático.
A veces, puede implicarse una especie de comentario no narrativo, como en las ediciones que yuxtaponen a los trabajadores que ingresan a una fábrica con el ganado golpeado y conducido a un corral.

## Trama
La película de cinco carretes se divide en cinco actos, y cada acto se anuncia a través de un título al principio y al final.

### I Akt
El primer acto abre el día, comenzando con unas aguas tranquilas y una representación gráfica de un amanecer. Las puertas del cruce de ferrocarril se bajan y un tren viaja por las vías y avanza hacia la ciudad, terminando con un gráfico del letrero «Berlín» acercándose. Luego, la película pasa por calles tranquilas y vacías, hasta el proceso gradual del despertar de la ciudad. Al principio, solo se ven objetos, como un trozo de papel volando por una calle vacía, pero pronto surgen algunas personas, luego hay más, y la actividad se convierte en multitudes de trabajadores que van al trabajo, peatones, tranvías ocupados, trenes, etc. Una mano manipula una palanca, girando efectivamente la ciudad, y la maquinaria de la fábrica cobra vida. Se producen bombillas de vidrio, se cortan láminas de metal, se vierte acero fundido, se ven chimeneas contra el cielo y termina el primer acto.

### II Akt
El segundo acto muestra más de la vida general de la ciudad, comenzando con la apertura de portones, persianas, ventanas, puertas, gente ocupada limpiando, carritos de frutas, niños yendo a la escuela. Los carteros comienzan su día, las tiendas abren. Se ven personas de diferentes clases, algunas subiendo a autobuses y tranvías, mientras que hombres adinerados ingresan a automóviles privados con chofer. La ciudad bulle de actividad. Los trabajadores de oficina se preparan para comenzar su día, mientras se abren los escritorios con tapa enrollable, la gente saca sus bolígrafos, papel, abre libros, retira las cajas de las máquinas de escribir y un grupo de mecanógrafos entra rápidamente en actividad. Las teclas de los teclados giran en espiral unas alrededor de otras, y un montaje de la rueda de un hipnotizador girando, monos mordiéndose unos a otros, telefonistas, maquinaria y peleas de perros se mezcla con el ajetreado trabajo general de la oficina, aumentando rápidamente a un crescendo, hasta que los receptores cuelgan los teléfonos.

### III Akt
El tercer acto muestra una vida callejera más ajetreada y una variedad de personas de diferentes clases que se ocupan de sus asuntos. Hay trabajadores industriales, trabajadores de la construcción, vendedores, compradores, etc. Se desata brevemente una pelea entre dos hombres, pero los transeúntes y un policía la detienen. Hay muchas multitudes, un padre y su novia llegando a una boda, algún coqueteo entre la gente en la calle, un ataúd en un coche fúnebre visto a través de las ventanas de un tranvía, un diplomático llega a un ministerio, el presidente del Reich es saludado por la policía, una organización de estudiantes conservadores marchan con pancartas, un manifestante enojado da una conferencia a la multitud, hay algunos atisbos de minorías raciales, muchos trabajadores y mucha actividad caótica. Los trenes y varios periódicos se exhiben, disolviéndose unos sobre otros, llevándonos al final del tercer acto.

### IV Akt
El cuarto acto comienza con una pausa para el almuerzo. Se muestran las 12:00 en un reloj y las ruedas giratorias de una fábrica se detienen lentamente. Varios trabajadores abandonan sus lugares de trabajo. La gente empieza a comer y beber, y los animales se alimentan. Algunas transiciones conmovedoras intercalan un restaurante rico con un león alimentándose de la carne de un hueso, y niños de la calle hambrientos abrazando a su madre vestidos con harapos sentados en los escalones. Muchas personas comen y algunos descansan. Algunas personas pobres duermen en bancos o repisas de paredes, mientras la actividad continúa a su alrededor. Se ven animales descansando, mientras un elefante se acuesta, un perro de trabajo atado a un carro yace en el pavimento, varios animales del zoológico holgazanean. Los niños ociosos juegan. Finalmente, un comensal exigente en un café golpea su cuchara en un azucarero y la ciudad despierta nuevamente, cuando los animales se levantan, luego la maquinaria de la fábrica se pone en marcha y los trabajadores regresan al trabajo. Una prensa de papel produce periódicos, y un hombre lee un periódico que se muestra a nuestra vista. Las palabras saltan prominentemente de la página, primero Krise (crisis), luego Mord (asesinato), Börse (mercados), Heirat (matrimonio), y luego seis veces Geld... Geld... Geld (dinero, dinero, dinero). Surge una especie de tormenta, con el montaje de puertas giratorias, viento, montañas rusas y trenes, lluvia, ciclones de hojas, una mujer mirando frenéticamente por encima de un riel hacia el agua, recortada contra los puntos de vista de las montañas rusas, agua agitada, una multitud mirando hacia abajo, un chapoteo, ojos, perros de pelea, etc. El caos finalmente se calma y el día termina, mientras los trabajadores terminan su día y comienza la recreación. Los niños juegan en un lago, los botes salen a correr, y se despliegan todo tipo de carreras y juegos, concluyendo finalmente con unas cuantas parejas románticas en los bancos del parque y la caída de la noche.

### V Akt
El acto final está dedicado al entretenimiento del pueblo por la noche. Se encienden las luces de la casa, luego se encienden muchos carteles publicitarios y la gente sale al teatro. Se abren las cortinas para una variedad de actuaciones, que incluyen showgirl burlesques, trapecistas, malabaristas, cantantes y bailarines. El público se reúne en una sala de cine y se vislumbra brevemente los pies y el bastón distintivos de Chaplin en la parte inferior de una pantalla de cine. Cuando la gente sale de un espectáculo de teatro, se da a entender algo de sexualidad cuando la mano de un hombre acaricia el brazo desnudo de una mujer cuando entran en un taxi, y se muestran su pantorrilla desnuda y su falda con volantes. Se alejan, ignorando a un niño mendigo, y luego se muestra un letrero de hotel iluminado. Otro montaje de entretenimiento incluye espectáculos sobre hielo y hockey, esquiadores, trineos, carreras bajo techo, boxeo y concursos de baile. El leitmotiv de los tranvías continúa y los trabajadores ferroviarios continúan trabajando durante la noche. La gente bebe, coquetea y baila en cervecerías y salones de cócteles, mientras se juegan juegos de cartas y ruleta. La ciudad comienza a girar salvajemente, se convierte en un espectáculo de fuegos artificiales y, por lo tanto, termina el acto final y la película.

## Descripción general
La película es un ejemplo del subgénero cinematográfico 'sinfonía de ciudad' (en inglés: city symphony).  Retrata la vida de una ciudad, principalmente a través de impresiones visuales en un estilo semidocumental, sin el contenido narrativo de las películas más convencionales, aunque la secuencia de eventos puede implicar una especie de tema suelto o impresión de la vida cotidiana de la ciudad. Otros ejemplos notables del género incluyen Manhatta (1921) de Charles Sheeler y Paul Strand, Rien que les heures (1926) de Alberto Cavalcanti, Etudes sur Paris (1928) de Andre Sauvage, El hombre de la cámara (1929) de Dziga Vértov, São Paulo, Sinfonia da Metrópole (1929) de Adalberto Kemeny y Bezúčelná procházka (1930) de Alexandr Hackenschmied.
Esta película representó una especie de ruptura con las 'películas absolutas' anteriores de Ruttmann, que eran abstractas. Algunas de las películas anteriores de Vértov han sido citadas como influyentes en el enfoque de Ruttmann de esta película, y parece que los cineastas se inspiraron mutuamente porque existen muchos paralelismos entre esta película y la posterior El hombre de la cámara.
La película muestra el conocimiento del cineasta sobre la teoría del montaje soviético. Se pueden inferir algunas simpatías políticas socialistas o identificación con la clase baja en algunas de las ediciones de la película, aunque los críticos han sugerido que Ruttmann evitó una posición fuerte o persiguió sus intereses estéticos en la medida en que disminuyeron el potencial contenido político. La propia descripción de Ruttmann de la película sugiere que sus motivos eran predominantemente estéticos: «Desde que comencé en el cine, tuve la idea de hacer algo con la vida, de crear una película sinfónica con las millones de energías que componen la vida de una gran ciudad.»
Estas películas fueron concebidas entre mediados y fines de la década de 1920 entre los escritores y cineastas «artísticos» (por lo general, cuando se reunían en discusiones abiertas en cafés mientras trabajaban arduamente en su oficio) como un «nuevo estilo» vanguardista de la realización cinematográfica temprana que evolucionó a partir de una forma narrativa abierta sin guion que buscaba mostrar una visión más clara y menos desordenada del mundo libre de una historia real o una estructura rígida. Aunque estas películas a menudo se editaron para darles cierta estructura y un valor estético agradable, evolucionaron hasta convertirse en lo que más tarde fue la película de «cuaderno de viaje» que siguió siendo popular durante un tiempo. Lo que los hizo muy populares entre las audiencias urbanas fue que estas películas a menudo se filmaron en sus ciudades de origen mostrando puntos de referencia fácilmente reconocibles y, si alguno tenía suerte, podía ver a alguien que conoce en la pantalla grande o incluso verse a sí mismo en una película.
Lo que es críticamente interesante sobre esta película en particular filmada en Berlín, Alemania, es el momento en que se hizo; años antes de cualquier influencia nacionalsocialista real y mucho antes de que el Ministerio de Propaganda de Joseph Goebbels se hiciera cargo de toda la producción cinematográfica alemana, lo que estancó la verdadera creatividad y expulsó a la mayoría del talento artístico del país. Hoy en día, no se la ve por su valor artístico o de estilo, sino como una especie de cápsula del tiempo filmada, un invaluable registro histórico filmado de la gran ciudad de Berlín entre mediados y fines de la década de 1920. Más del 30% del centro de Berlín quedó arrasado al final de la Segunda Guerra Mundial, lo que cambió para siempre el aspecto del antiguo Berlín. La estación de tren Anhalter Bahnhof en el centro de Berlín aparece en la película. Lo mismo ocurre con el Hotel Excelsior, que alguna vez fue el hotel más grande de Europa, ubicado frente a la estación y conectado a ella por un túnel. Ninguno de estos edificios sobrevivió a la guerra.

## Relevancia
Según Ruttmann, se desarrolló un «material de película hipersensible» para usar en esta película, para resolver las dificultades de iluminación durante las escenas nocturnas.
En 2007, se proyectó una versión restaurada de la película con acompañamiento orquestal en vivo de la Orquesta Sinfónica de Radio Berlín.
El dúo electrónico Tronthaim ha realizado su nuevo doblaje de audio para la película en numerosos festivales culturales europeos, incluido «Notti d'Estate» en Florencia y en el «Salon du livre» en París.
La película fue reescrita por DJ Spooky en la galería Tate Modern en 2006 como una de las primeras actuaciones del museo que se centró en el cine experimental en vivo a gran escala utilizando la sala de turbinas.